# Bazsányi Sándor
Bazsányi Sándor (Miskolc, 1969. március 2. –) magyar irodalomtörténész, irodalomkritikus, esztéta, egyetemi docens.

## Életpályája
1984-1987 között a Zalka Máté Gépipari és Gépgyártástechnológiai Szakközépiskola általános gépi forgácsoló szakán tanult. 
1991-1995 között az Eötvös Loránd Tudományegyetem Bölcsészettudományi Kar magyar-esztétika szakos hallgatója volt. 1994 óta a József Attila Kör tagja. 1996-1999 között elvégezte az Eötvös Loránd Tudományegyetem Bölcsészettudományi Kar esztétika doktori képzését. 
1996 óta a Pázmány Péter Katolikus Egyetem Bölcsészettudományi Karának esztétika tanszékén tanít; egyetemi docens. 2000-ben PhD fokozatot szerzett.
A kortárs irodalomról, a kora újkori és modern irodalomtörténetről, eszme- és filozófiatörténetről ír kritikákat, tanulmányokat, esszéket. Irodalomkritikáinak középpontjában gyakran áll az irónia szerepe és fogalma.

## Művei
- A szájalás szomorúsága, Budapest, JAK–Kijárat, 2000
- „Álnokul költött fabulák" : tanulmányok az esztétikai tudat formálódásának magyarországi előtörténetéhez. Piliscsaba, PPKE BTK, 2001
- „Hiszen nem ti vagytok, akik beszéltek…" – változatok a retorikára. Kalligram Kiadó, 2003
- „Fehéret, feketét, tarkát…" – változatok az iróniára, Pozsony, Kalligram, 2009
- „...testének temploma..." Erotika, irónia és narráció Nádas Péter prózájában, Műút-könyvek, 2010
- Bazsányi Sándor–Wesselényi-Garay Andor: Kettős vakolás. Terek – szövegterek, Kalligram, Pozsony, 2013
- "Ez tréfa?". Kosztolányi Dezső Esti Kornéljáról. Esszéfüzér; Pesti Kalligram, Bp., 2015
- Szivárványbaleset. Kortárs szépírók találkozása Szűcs Attila képeivel, Jelenkor, Bp., 2016
- 11 – 12 – 13. Kritikák 3 rendben; Szépmesterségek Alapítvány, Miskolc, 2017 (Műút-könyvek)
- Nádas Péter. A Bibliától a Világló részletekig, 1962–2017; Jelenkor, Bp., 2018
- M. Melléjegyzések Mészöly Miklós Megbocsátásához (és az újabb magyar epika legendáriumához); Kortárs, Bp., 2023 (Kortárs esszé)

## Díjai
- Móricz Zsigmond-ösztöndíj (1997)
- Király István-emlékdíj (2001)
- MTA Bolyai János Kutatói Ösztöndíj (2001-2003)
- Barta János-esszépályázat különdíja (2001)
- Komlós Aladár-díj (2011)
- NKA alkotói ösztöndíj (2012)
- Szabó Lőrinc irodalmi díj (2023)